# اشلی کرو
اَشلی کرو (انگلیسی: Ashley Crow؛ زادهٔ ۲۵ اوت ۱۹۶۰) یک هنرپیشه اهل ایالات متحده آمریکا است. وی از سال ۱۹۸۶ میلادی تاکنون مشغول فعالیت بوده‌است.

## گزیدهٔ آثار

### سینما
- کیک (۲۰۱۴)
- گزارش اقلیت (۲۰۰۲)

### تلویزیون
- سوپرنچرال (۲۰۱۴)
- آناتومی گری (۲۰۱۰)
- منتالیست (۲۰۰۹)
- قهرمان‌ها (۲۰۱۰–۲۰۰۶)
- فرشته تاریکی (۲۰۰۱)
- نسخه اولیه (۱۹۹۶)